# Torneo Conde de Godó 2017
El Torneo Conde de Godó 2017 fue un evento de tenis ATP World Tour 500. Se disputó en Barcelona (España), en el complejo Real Club de Tenis Barcelona y en pistas de polvo de ladrillo al aire libre, siendo parte de un conjunto de eventos que hacen de antesala a  Roland Garros 2017, entre el 24 y el 30 de abril de 2017 en los cuadros principales masculinos.

## Distribución de puntos
| Modalidad            | Campeón | Finalista | Semifinales | Cuartos de final | 2.ª ronda | 1.ª ronda | Clasificados | 2.ª ronda de clasificación | 1.ª ronda de clasificación |
| Individual masculino | 500     | 330       | 200         | 100              | 50        | 0         | 25           | 13                         | 0                          |
| Dobles masculino     | 500     | 300       | 180         | 90               | –         | –         | 45           | 25                         | 0                          |

## Cabezas de serie

### Individuales masculinos
| Tenista               | Ranking | Preclasificado |
| Andy Murray           | 1       | 1              |
| Kei Nishikori         | 5       | 2              |
| Rafael Nadal          | 7       | 3              |
| Dominic Thiem         | 9       | 4              |
| David Goffin          | 13      | 5              |
| Roberto Bautista      | 18      | 6              |
| Pablo Carreño         | 19      | 7              |
| Alexander Zverev      | 20      | 8              |
| Richard Gasquet       | 22      | 9              |
| Albert Ramos          | 24      | 10             |
| Pablo Cuevas          | 27      | 11             |
| Philipp Kohlschreiber | 30      | 12             |
| David Ferrer          | 33      | 13             |
| Mischa Zverev         | 35      | 14             |
| Joao Sousa            | 36      | 15             |
| Feliciano López       | 39      | 16             |
| Benoît Paire          | 40      | 17             |

- Ranking del 17 de abril de 2017

### Dobles masculinos
| Tenistas                     | Ranking | Preclasificado |
| Henri Kontinen John Peers    | 3       | 1              |
| Jamie Murray Bruno Soares    | 15      | 2              |
| Łukasz Kubot Marcelo Melo    | 18      | 3              |
| Ivan Dodig Marcel Granollers | 27      | 4              |

## Campeones

### Individuales masculinos
Rafael Nadal venció a  Dominic Thiem por 6-4, 6-1

### Dobles masculinos
Florin Mergea /  Aisam-ul-Haq Qureshi vencieron a  Philipp Petzschner /  Alexander Peya por 6-4, 6-3